# Rue Wellington (Sherbrooke)
Pour les articles homonymes, voir Rue Wellington.
La rue Wellington est une artère importante et touristique de la ville de Sherbrooke, dans la région administrative de l'Estrie (région touristique des Cantons de l'Est), au Québec. Elle traverse le centre-ville de Sherbrooke, surnommée la « Reine des Cantons de l’Est ». On retrouve sur la rue Wellington plusieurs boutiques, bars et restaurants. Elle est située dans l'arrondissement Les Nations.

## Histoire
Elle fait partie des rues les plus prestigieuses[réf. souhaitée]. Avant février 2016, les citoyens qui achalandaient la rue Wellington pouvaient parfois y rencontrer Madame Bou.
La rue s'est transformée en rue piétonnière en 2020 et 2021 alors que les mesures contre la COVID-19 étaient encore en place. En 2022, des citoyens demandent la remise en place de cette structure.
Le conseil municipal de Sherbrooke a approuvé la piétonnisation d’un tronçon de la rue Wellington Nord pour l’été 2025, avec une stratégie progressive jusqu’en 2028. Les aménagements estivaux seront en place du 15 mai à l’Action de grâce, et la circulation restera à sens unique toute l’année. Une piétonnisation complète est exclue en raison des contraintes géographiques du secteur. Des interventions durables, comme la végétalisation, sont envisagées à long terme.

## Principales adresses
- Théâtre Granada
- Hôtel de ville de Sherbrooke

## Galerie

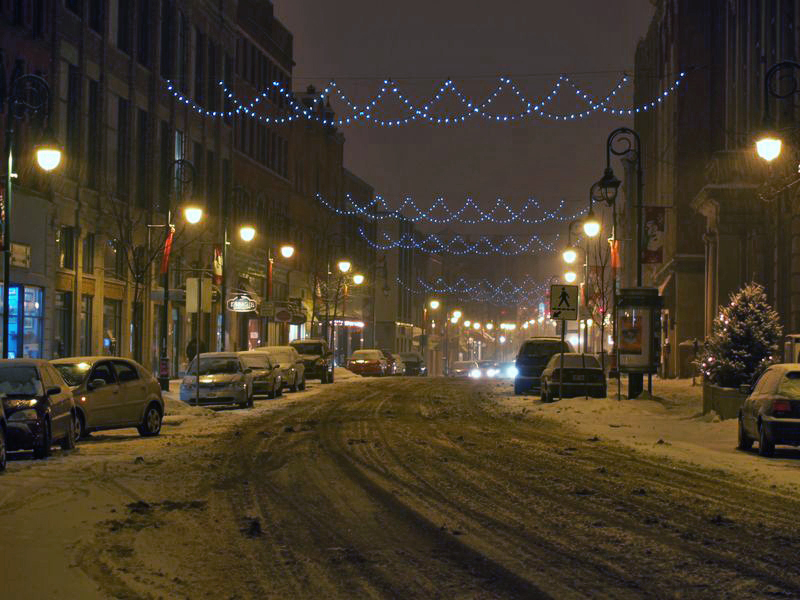
Durant la nuit, l'hiver
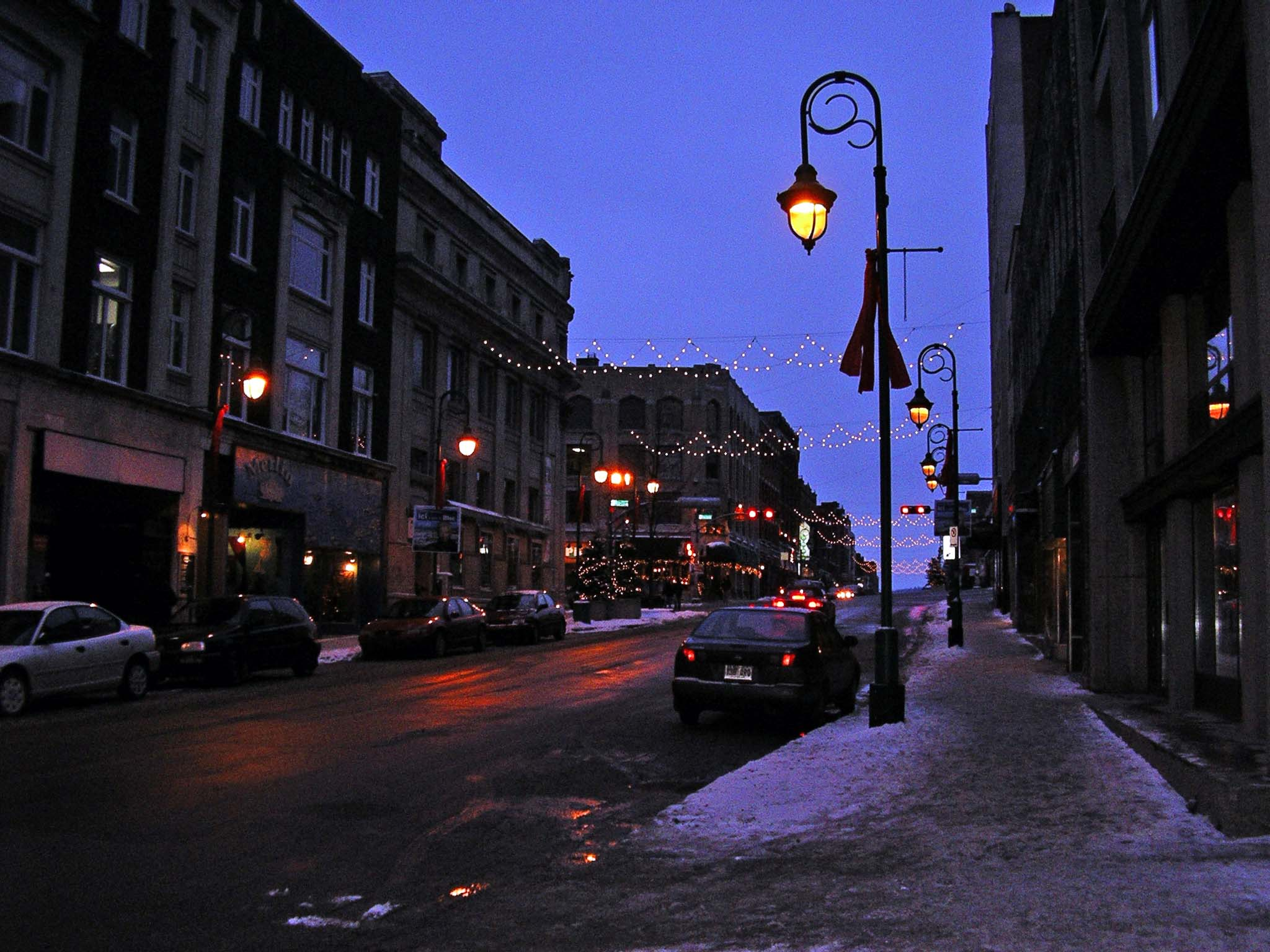
Durant la nuit, l'hiver
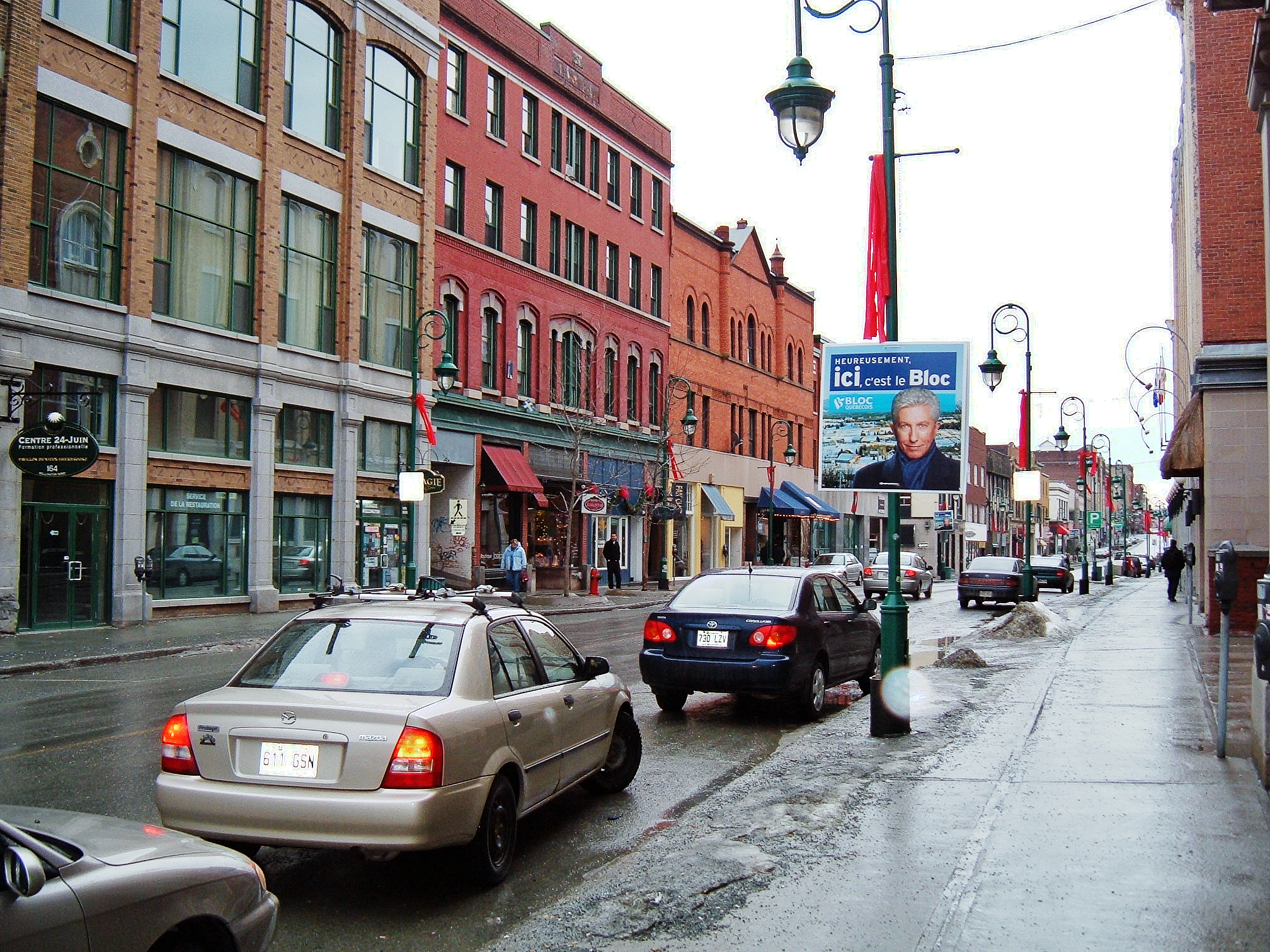
Rue Wellington